# Carcer Tullianus
Der Carcer Tullianus (auch: Carcer Mamertinus; diese Schreibweise kommt jedoch bei den antiken Schriftstellern nicht vor, auch Mamertinum oder Tullianum) ist ein antikes Gefängnis in Rom. Es wurde im 3. Jahrhundert v. Chr. auf dem Forum Romanum erbaut. Ursprünglich soll es von Servius Tullius, dem sagenhaften sechsten König von Rom, und Ancus Marcius errichtet worden sein.
Zunächst wurde das Gebäude als Quellhaus (Tullianum) am Fuße des Kapitolhügels genutzt. Der noch heute erhaltene Teil galt als der schrecklichste und wurde Tullianum genannt. Hier erwarteten die Gefangenen ihr weiteres Schicksal, das meist folgende Abfolge hatte: Teilnahme am Triumphzug des siegreichen römischen Feldherrn (oder auch des politischen Gegenspielers); anschließend Tod – oft durch Erdrosseln – in den Tiefen des Kerkers; schließlich Ausstellung des Leichnams auf der Gemonischen Treppe; nach einiger Zeit wurden die meisten Hingerichteten in den Tiber geworfen.
Zu den prominenten Delinquenten, die hier den Tod fanden, gehörten Pleminius (194 v. Chr.), Aristonikos (129 v. Chr.), Jugurtha (104 v. Chr.), Vercingetorix (46 v. Chr.) und Seianus (31 n. Chr.). Am 5. Dezember 63 v. Chr. wurden dort fünf Mitverschwörer Catilinas, darunter Publius Cornelius Lentulus Sura und Gaius Cornelius Cethegus, hingerichtet, nachdem der Konsul Marcus Tullius Cicero, der als Ankläger fungiert hatte, und die Prätoren sie unmittelbar nach ihrer Verurteilung im nahegelegenen Senatsgebäude (Curia Hostilia) persönlich zur Richtstätte im Carcer Tullianus geführt hatten.
Die christliche Überlieferung nennt den Carcer Tullianus als den Ort, an dem die Apostel Petrus und Paulus gefangen gehalten wurden, angekettet an eine Säule. Paulus stand allerdings laut der Apostelgeschichte während seines Prozesses in einer Wohnung unter Hausarrest. Eindeutige urkundliche Nachweise für Orte und Zeitpunkte ihres jeweiligen Märtyrertodes gibt es nicht. Aufgrund dieser Überlieferung soll aber bereits im 4. Jahrhundert in den Kerkerräumen eine Andachtstelle entstanden sein, aus der sich im 16. Jahrhundert die Kirche San Pietro in Carcere (St. Peter im Kerker) entwickelte. 1540 erwarb die Zunft der Schreiner (italienisch: Congregazione dei Falegnami) diese Kirche, die seither San Giuseppe dei Falegnami (St. Joseph von den Tischlern) genannt wird. 
Hier sind zwei unterirdische Räumlichkeiten übereinander erhalten. Der obere Raum wurde laut Inschrift unter Kaiser Tiberius restauriert und besitzt eine gewölbte Decke, der untere – das Tullianum – wurde in sehr altertümlicher Bauweise aus einander überragenden Steinschichten gebaut. Das Tullianum hatte einen Anschluss an die Cloaca Maxima, in die die Leichen Hingerichteter geworfen wurden.

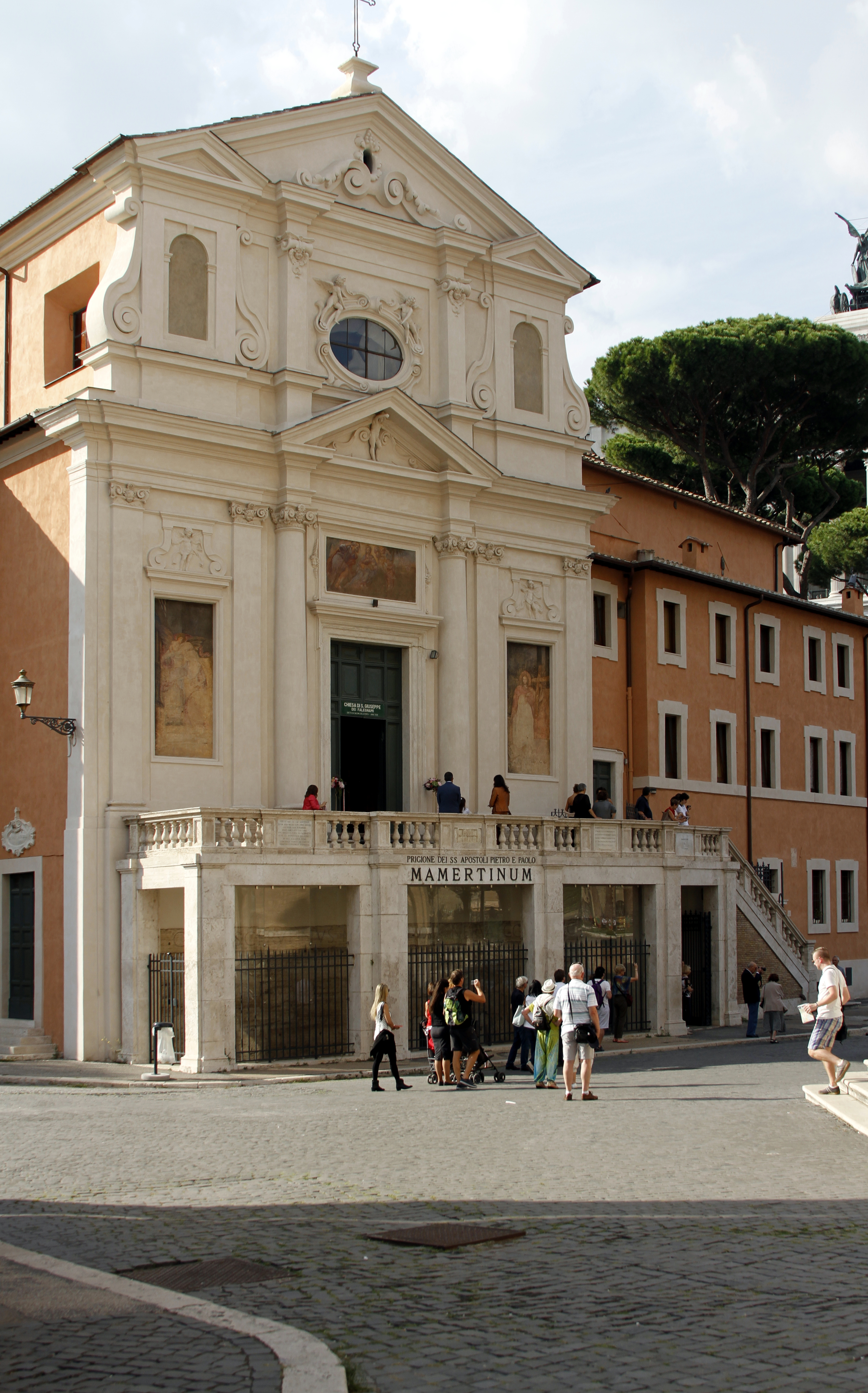
Außenansicht: Mamertinum (EG) und Kirche (OG)
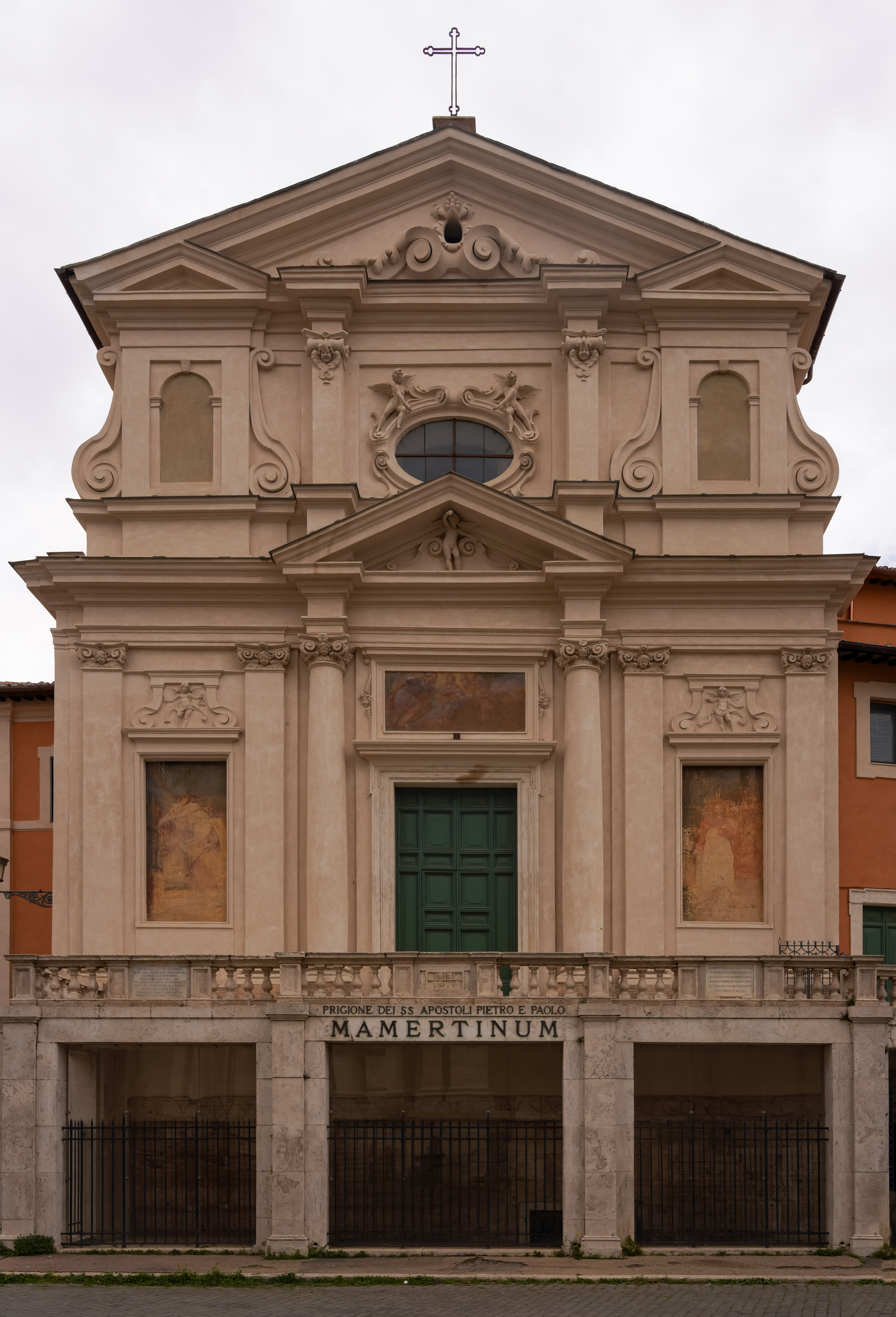
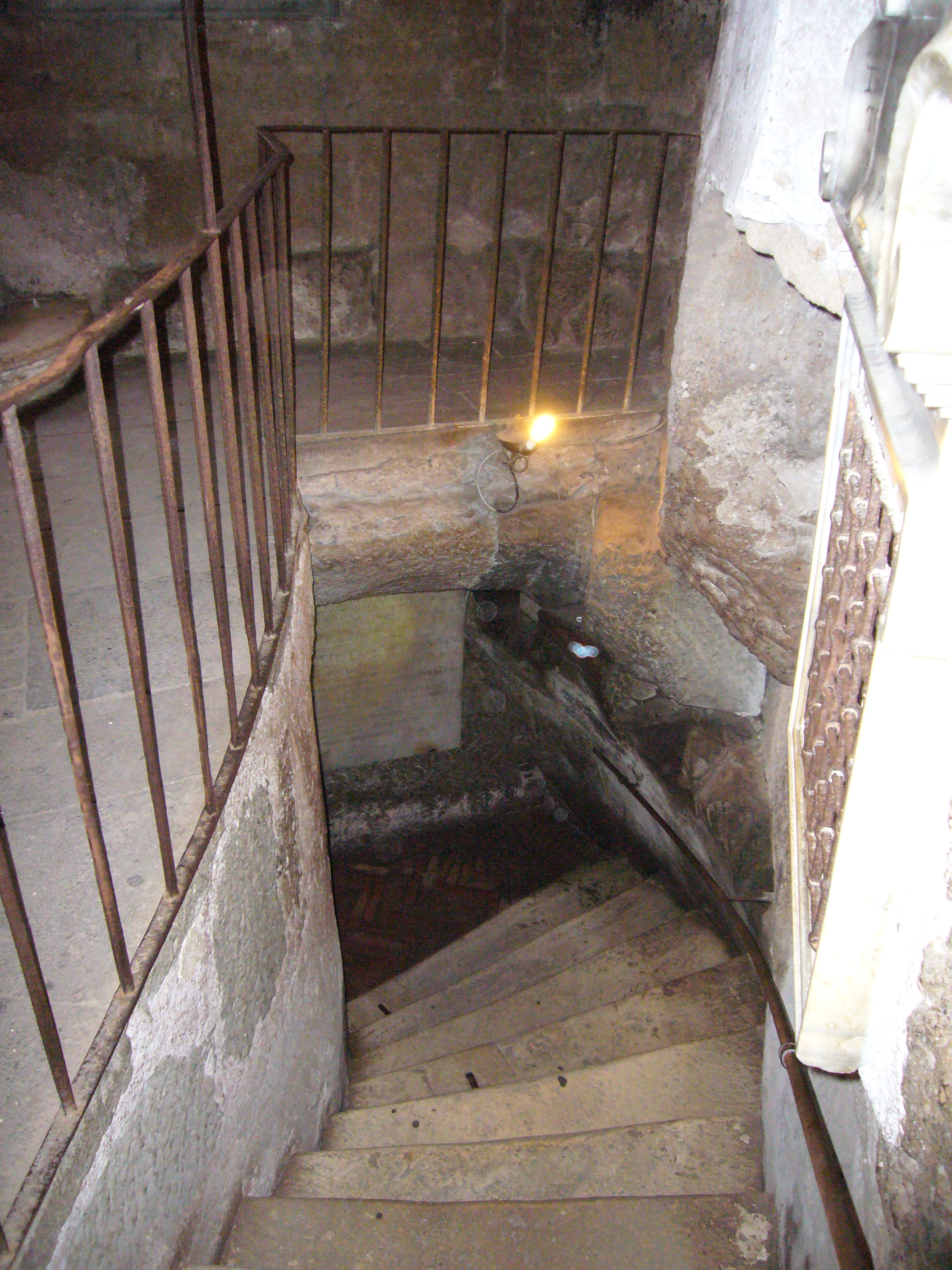
Treppe zum Kerker
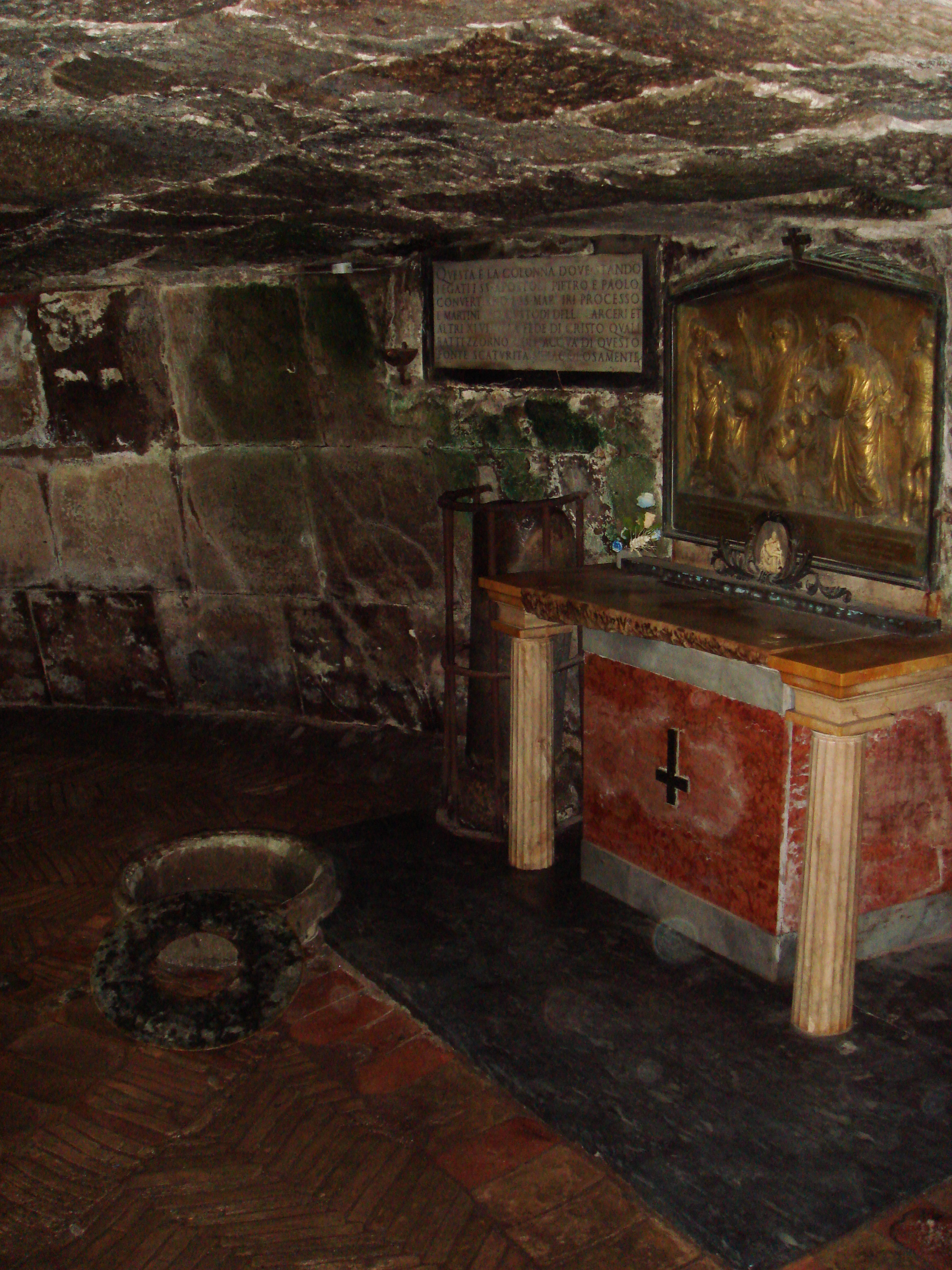
Kerkerraum mit Altar und Säule
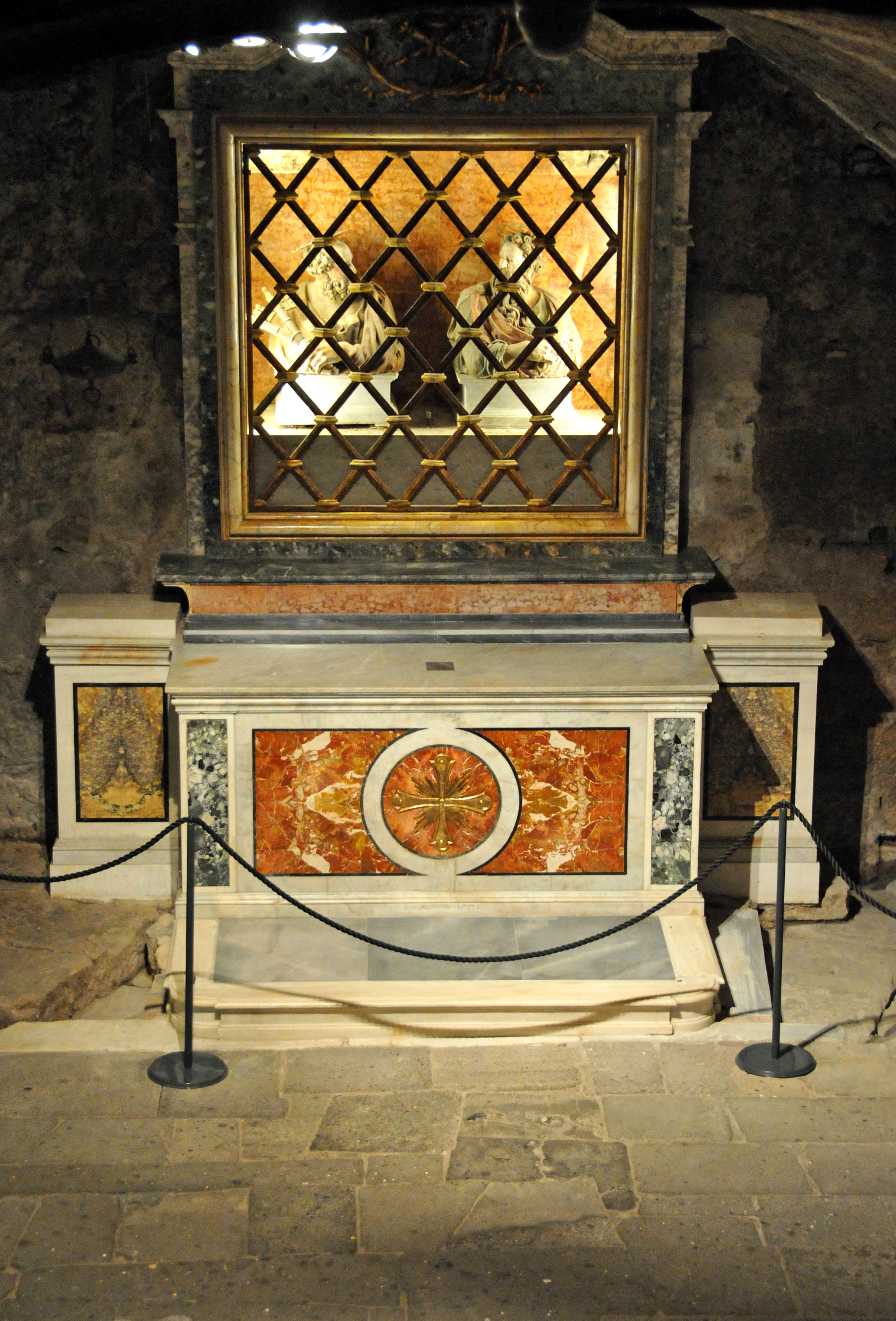
Peter-und-Paul-Altar
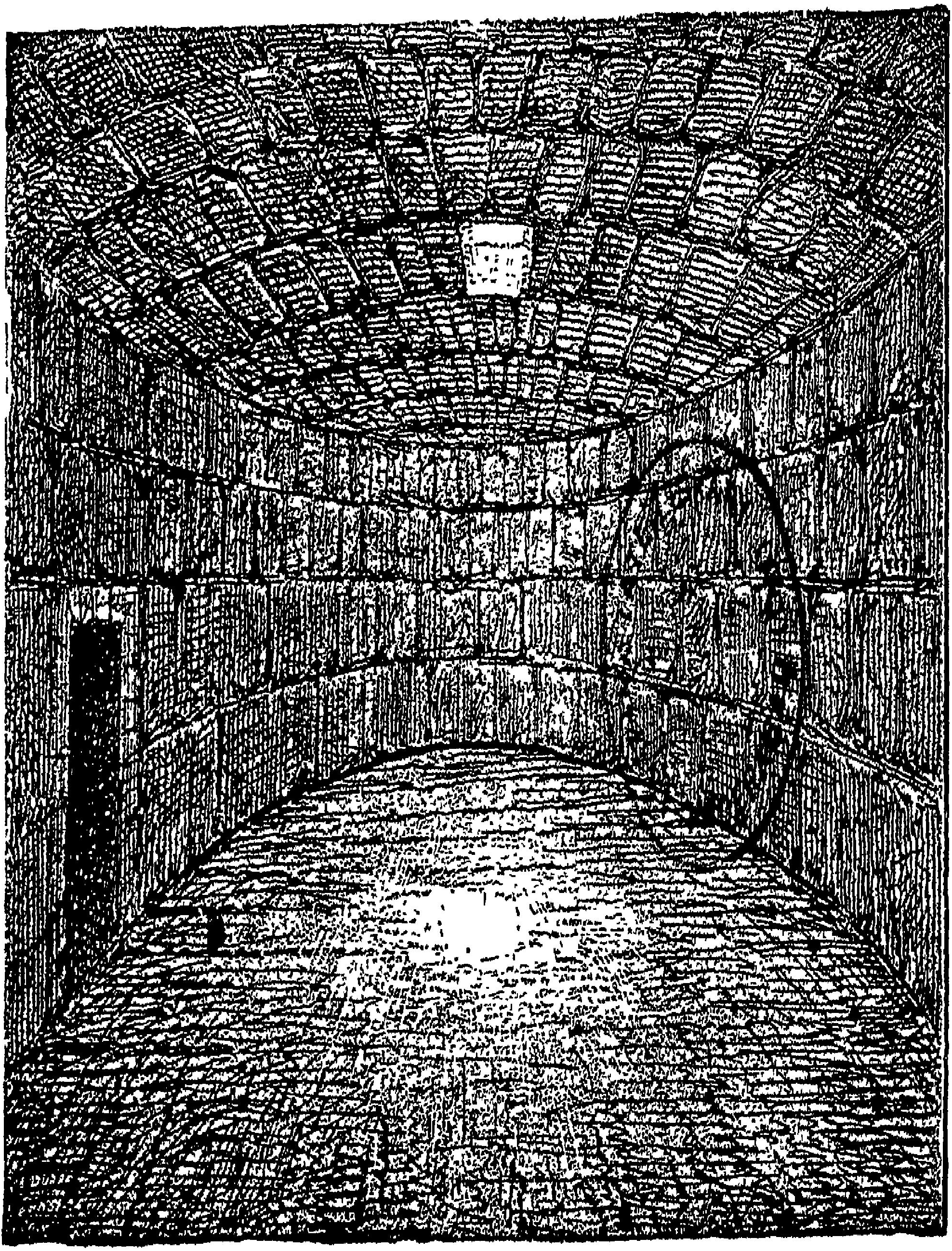
Zeichnung des Kerkers
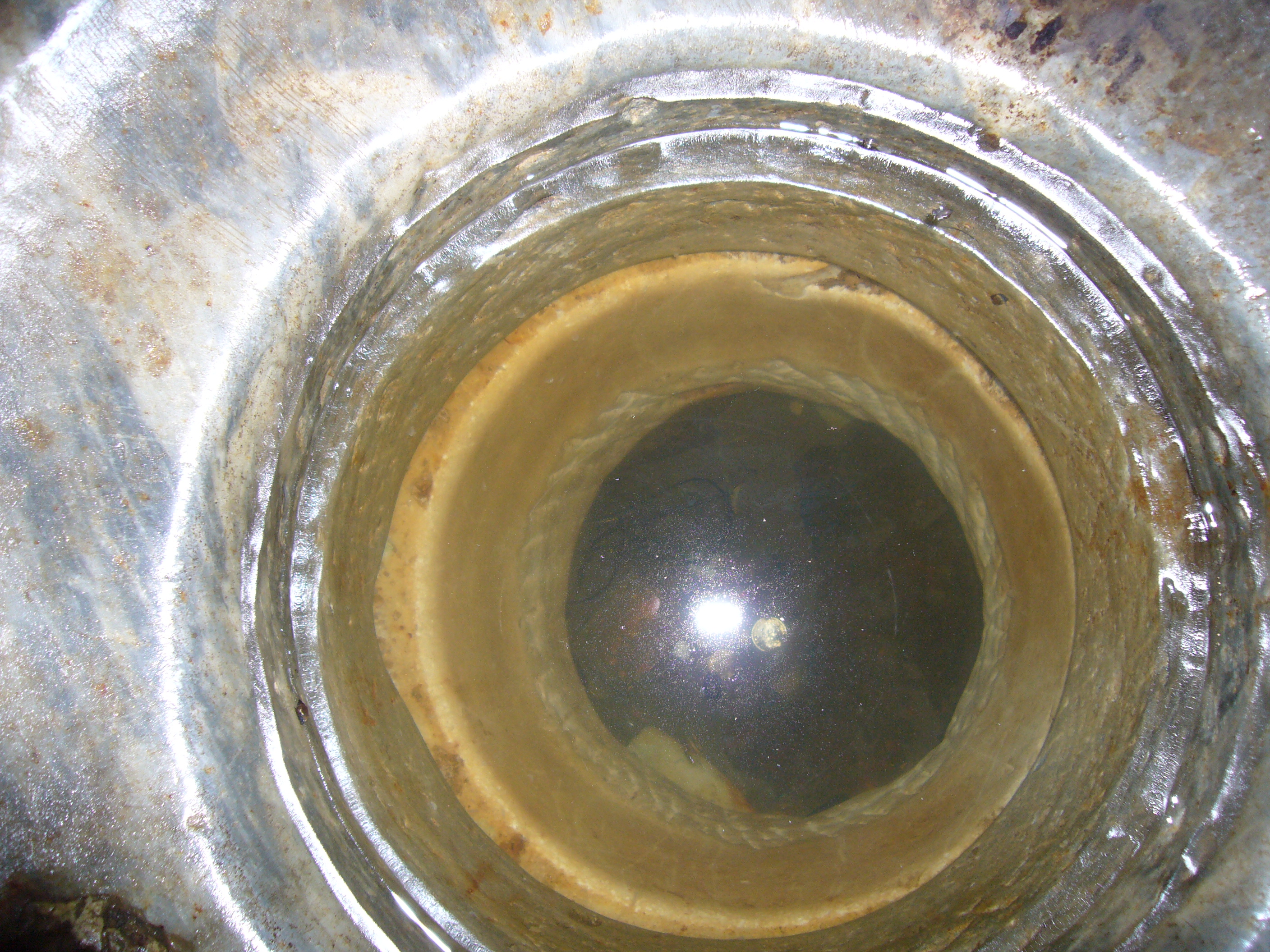
Verbindungsschacht mit der Cloaca Maxima